# Maia Pandżikidze
Maia Pandżikidze (მაია ფანჯიკიძე, ur. 16 października 1960 w Tbilisi) – gruzińska dyplomatka, polityk i germanistka, od 25 października 2012 minister spraw zagranicznych Gruzji.

## Życiorys
Jest córką gruzińskiego pisarza Gurama Pandżikidzego. Studiowała na uniwersytetach w Tbilisi i Jenie, jest doktorem filologii germańskiej. Przez pierwsze lata kariery zawodowej pracowała na uczelni. Jest członkinią założycielką Gruzińskiego Związku Nauczycieli Języka Niemieckiego, a także autorką prac naukowych w zakresie języka niemieckiego oraz historii literatury niemieckiej.
W 1994 dołączyła do gruzińskiej służby dyplomatycznej. Ze względu na swoją biegłą znajomość języka niemieckiego przez wiele lat pracowała w ambasadzie w Berlinie, zaś w 2004 stanęła na czele tej placówki jako ambasador Gruzji w Niemczech. Następnie w 2007 objęła analogiczne stanowisko w Holandii, które zajmowała przez trzy lata. W 2010 została profesorem germanistyki na prywatnym Uniwersytecie im. Gurama Tawartkiladzego w Tbilisi. Równocześnie zaangażowała się w działalność partii Gruzińskie Marzenie. W lutym 2012 została rzecznikiem prasowym partii i zarazem dyrektorem jej centralnego biura w Tbilisi.
Po zwycięstwie Gruzińskiego Marzenia w wyborach w październiku 2012 została ministrem spraw zagranicznych w gabinecie premiera Bidziny Iwaniszwilego.